# New Day (Wyclef Jean)
New Day is een nummer van de Amerikaanse rapper Wyclef Jean uit 1999, in samenwerking met U2-zanger Bono. Het is de derde single van de soundtrack van de film Life. De opbrengst van de single ging naar de anti-armoedeorganisatie NetAid.
Met dit nummer gaat Jean iets meer de popkant op dan hij eerder deed. Het nummer is een van de weinige nummers die Bono zonder zijn band uitbracht, U2 was immers bezig aan een pauze van twee jaar. Hoewel het nummer in de VS flopte, werd "New Day" wel een bescheiden hitje in Europa en Canada. In de Nederlandse Top 40 haalde het de 23e positie, en in Vlaanderen de 8e positie in de Tipparade.